# Cigaritis montana
Cigaritis montana is een vlinder uit de familie van de Lycaenidae. De wetenschappelijke naam van de soort is voor het eerst gepubliceerd in 1924 door James John Joicey en George Talbot.
De soort komt voor in Congo-Kinshasa, Tanzania en Zambia.